# 川端春枝
川端 春枝（かわばた はるえ、1935年 - ） は、著作家。父は哲学者佐野一彦、母は佐野えんね。妹は佐野綾目。夫は川端善明、長女は川端有子、長男は川端新、次女は川端咲子、三女は川端都。

## 概略
- 1935年、佐野一彦・えんねの長女として神戸に生まれる。
- 京都大学文学部国語国文科卒業[1]。
- 川端善明と結婚し、京都に在住する。

## みのかも文化の森 美濃加茂市民ミュージアム
- 常設展示室にある人物のコーナーでは若かりし家族のパネルが展示されている。

## 著書
- 旅立つまでの旅―母がいたドイツ（単行本 – 1996/6 編集者：川端春枝（著）ISBN-978-4275016188 発行者：橋本盛作 発行所：御茶の水書房) [2][3]